# Pascal Ide
Pour les articles homonymes, voir Ide.
Pascal Ide est un prêtre catholique du diocèse de Paris, médecin, docteur en philosophie et en théologie, né en 1957.

## Biographie
En 1974, il approfondit sa foi lors d'un séjour au Foyer de charité de Marthe Robin.
Passionné de sciences, il soutient d'abord, en 1985, une thèse de doctorat en médecine à Paris VI : Regards sur médecine et philosophie chrétienne : pour une sagesse médicale personnalisée.
Après un séjour à Paray-le-Monial, il reçoit de Monseigneur Jean-Marie Lustiger l'ordination presbytérale, le 30 juin 1990.
En 1991, il soutient sa thèse de doctorat en philosophie à Paris IV : La Blessure intérieure : approche théorique, sous la direction de Janine Chanteur.
Il soutient également une thèse de doctorat en théologie, en décembre 2009, à l'Institut catholique de Paris, sous la direction de Vincent Holzer : Le Don dans la Trilogie de Hans Urs von Balthasar.
Membre de la Communauté de l'Emmanuel, il est nommé, le 6 mars 2008, responsable des Universités catholiques de langue française dans le monde pendant treize ans, à Rome, à la Congrégation pour l'éducation catholique, et des Universités, de 2008 à 2014. 
Depuis 2021, il est délégué des évêques d’Île-de-France auprès des prêtres étudiants étrangers, enseignant au Collège des Bernardins et vicaire de la paroisse Saint-François-Xavier à Paris.
Il a publié de nombreux articles et une trentaine de livres sur l'éducation, l'éthique, la psychologie, la philosophie... Passionné de cinéma, il a écrit de nombreuses critiques de films.
Au 4e trimestre 2020, il a animé un cours en ligne ouvert et massif (mooc) au Collège des Bernardins sur l'Esprit saint.

## Ouvrages
- Travailler avec méthode, c'est réussir : Précis de méthodologie pour l’étudiant chrétien, Paris, Le Sarment-Fayard, coll. « Guide Totus », 1998 (1re éd. 1989), 219 p.[6] Traduction en italien (Studiare con metodo. Guida per lo studente cristiano, Milano, Gribaudi, 2000), espagnol et en vietnamien (Tiên si IDE Pascal, Hoc hanh co phuong phap la thanh cong. Ky yeu vê phuong phap luân cho sing viên Kitô giao, Paris, Le Sarment-Fayard).
- L'Art de penser. Guide de logique pratique, Paris, Pierre Téqui, 2023, 2e éd. (1re éd. 1992), 360 p.[7]. Traduction en brésilien (A arte de pensar, Sao Paolo, Martins Fontes, 1995), vietnamien et roumain.
- Guide de l'éducation : comment accompagner ses enfants dans leur scolarité, en collaboration avec Catherine Deremble et Véronique Maumusson, Paris, Droguet-Ardent, 1992, 301 pages.
- L'Amour des sommets : Introduction à la métaphysique, I. Vers les sommets, coll. « Les cahiers de l’École Cathédrale » no 8, Paris, Mame, 1994, 146 pages.
- Est-il possible de pardonner ?, coll. « Enjeux », Versailles, Saint-Paul, 1994, 217 pages. Traduction en italien (E possibile perdonare ?, Milano, Ancora, 1997), brésilien (E possivel perdoar?, Sao Paolo, Éd. Loyola, 1999) et polonais (Czy mozliwe jest przebaczenie ?, Krakow, Wydawnictwo, 2000).
- Être et mystère. La philosophie de Hans Urs von Balthasar, coll. « Présences » no 13, Namur, Culture et vérité, 1995, préface de Joseph Doré, 183 pages.
- Le Corps à cœur. Essai sur le corps, coll. « Enjeux », Versailles, Saint-Paul, 1996, préface de Xavier Lacroix, 378 pages.
- Connaître ses blessures, Paris, L’Emmanuel, 1993, 319 pages, rééd. avec préface, 2013, 224 pages.
- Mieux se connaître pour mieux s'aimer, Paris, Fayard, 1998, 505 pages. Traduction en portugais (Conhecer-nos Melhor para Melhor nos Amarmos, Coimbra, Grafica, 2002).
- Construire sa personnalité, Paris, Le Sarment-Fayard, 1991, 343 pages. Traduction en italien (Progetto personalità. Guida alla maturità interiore, Roma, San Paolo, 1994).
- Les Neuf Portes de l'âme : ennéagramme et péchés capitaux : un chemin psychospirituel, Paris, Fayard, 1999, 459 pages.
- Eh bien, dites : don. Petit éloge du don, Paris, L’Emmanuel, 1997, préface de Jean-Claude Sagne, 398 pages.
- Célibataires, osez le mariage !, Versailles, Saint-Paul, 1999, 238 pages.
- Les Sept Péchés capitaux ou ce mal qui nous tient tête, en collaboration avec Luc Adrian, Paris, Édifa-Mame, 2002. 248 pages. Traduction en italien (I 7 peccati capitali. « Ma liberaci dal male », coll. « Meditare », Torino, Elledici, 2005), slovène (Sedem glavnih grehov in kako zgrabiti bika za roge, Ljubljana, Emanuel, 2011) et polonais (Siedem grzechow glownych. A starych sprawach po nowemu, Zabki, Apostolicum, 2012.
- Regards sur la Passion du Christ : Lectures du film de Mel Gibson, ouvrage collectif en collaboration avec Jean-Gabriel Rueg et Philippe Raguis, Toulouse, éd. du Carmel, 2004, 232 pages.
- Aimer et protéger la vie : pour comprendre les vrais enjeux de la bioéthique, en collaboration avec Axel Kahn et Jean Laffitte, coll. « Amour et vérité », Paris, L'Emmanuel, 2003, 242 pages.
- Le Zygote est-il une personne humaine ?, coll. « Questions disputées : Saint Thomas et les thomistes », Paris, Téqui, 2004, 272 pages. Traduction en tchèque (Je zygota lidskou osobou ?, trad. Lukas Jan Fosum, Praha, Triton, 2012).
- La Rencontre au cinéma (préf. Michael Lonsdale), Paris, L’Emmanuel, 2005, 320 p.
- (ro) Iubirea nefericita [Amour et amitié]. Tratarea si vindecarea ei, trad. Iosif Tiba, Galaxia Gutenberg, 2005, 122 pages, retranscription d’une série de conférences sur « Amour et amitié », introduction inédite.
- Le Christ donne tout, Benoît XVI une théologie de l'amour, Paris, L’Emmanuel, 2007, 192 pages  (ISBN 978-2353890262)
- Combattre le démon : histoire, théologie, pratique, en collaboration avec Emmanuel Dumont, Paris, IUPG, 2011.
- Des ressources pour guérir. Comprendre et évaluer quelques nouvelles thérapies : hypnose éricksonienne, EMDR, cohérence cardiaque, EFT, Tipi, CNV, Kaizen, Paris, DDB, 2012, 504 pages.
- Une théologie de l'amour : l'amour, centre de la "Trilogie" de Hans Urs von Balthasar, coll. « Donner raison », Bruxelles, Lessius, 2012, 360 pages.
- Une théo-logique du don : le don dans la Trilogie de Hans Urs von Balthasar, coll. « Bibliotheca Ephemeridum Theologicarum Lovaniensium » no 256, Leuven, Peeters, 2013, Préface de Vincent Holzer, 760 + XXX pages.
- La Liberté et le Cerveau : à l'heure des neuro-sciences comment se pose la question de la liberté ?, en collaboration avec Dominique Laplane, Jean-François Lambert et Serge Stoléru, Paris, Parole et Silence, 2015.
- Le Burn-out. Maladie du don, Paris, L’Emmanuel et Quasar, 2015, 189 pages.
- introduction et commentaire de l'ouvrage de Gustav Siewerth : La Philosophie de la vie de Hans André, trad. Emmanuel Tourpe, Paris, DDB, 2015, 338 pages.
- Manipulateurs : les personnalités narcissiques : détecter, comprendre, agir, Paris, L’Emmanuel, 2016, 298 pages.
- Puissance de la gratitude : Vers la vraie joie, Paris, L'Emmanuel, 2017, 296 pages.  (ISBN 978-2353896547)
- Le Triangle maléfique : sortir de nos relations toxiques, Paris, L'Emmanuel, 2018, 328 pages.
- Aimer l'autre sans l'utiliser, pour des relations transformées, Paris, L'Emmanuel, 2019, 220 pages.
- Comment discerner, Paris, L'Emmanuel, 2020, 174 pages.  (ISBN 978-2353898138)
- Les 4 sens de la nature, Paris, L'Emmanuel, 2020, 316 pages.
- Sacrés couples ! vivre la sainteté dans le mariage, Paris, L'Emmanuel, 2021, 248 pages.
- Les Médecines alternatives. Des clés pour discerner, Perpignan, Artège, 2021, 158 pages.
- Méditer en pleine conscience. L'art de la réceptivité, Paris, L'Emmanuel, 2021, 220 pages.
- La Beauté, don de l'amour, Paris, Le Centurion, 2021, 293 pages.
- Complotisme et anticomplotisme. Une double blessure de l'intelligence, Perpignan, Artège, 2024, 200 pages.
- L'espérance de Dieu, Paris, Desclée de Brouwer, 2025, 360 pages.